# Йохан Албрехт VI фон Мансфелд-Арнщайн
Йохан Албрехт VI фон Мансфелд-Арнщайн (на немски: Johann Albrecht VI von Mansfeld-Arnstein; * 5 февруари 1522 в Хелдрунген; † 8 юли 1586 в Айзлебен) е граф и господар на Мансфелд и замък Арнщайн в Саксония-Анхалт.
Той е син, седемнадесетото дете, на граф Ернст II фон Мансфелд-Фордерорт (1479 – 1531) и втората му съпруга графиня Доротея фон Золм-Лих (1493 – 1578), дъщеря на граф Филип фон Золмс-Лих (1468 – 1544) и графиня Адриана фон Ханау-Мюнценберг (1470 – 1524). Той има общо двадесет и един братя и сестри. Най-малкият му брат Гебхард фон Мансфелд е архиепископ на Кьолн (1558 – 1562).
Йохан Албрехт получава замък Арнщайн и основава линията Мансфелд-Фордерорт-Арнщайн. През 1563 г. той пристроява още два етажа на замъка, който вече е наричан дворец. Той преустроява съвсем ново църквата на замъка и кухненската къща.
Той умира на 8 юли 1586 г. в Айзлебен на 64 години и е погребан там в църквата Св. Андреас. Линията му изчезва през 1615 г.

## Фамилия
Йохан Албрехт VI фон Мансфелд се жени на 29 май 1552 г. или 20 октомври 1552 г. в Арнщат за графиня Магдалена фон Шварцбург (* 6 септември 1530; † 7 септември 1565 в Арнщайн), дъщеря на граф Гюнтер XL фон Шварцбург (1499 – 1552) и графиня Елизабет фон Изенбург-Бюдинген-Келстербах († 1572). Те имат девет деца:
- Гебхард VIII (1553 – 1 февруари 1601)
- Вилхелм V (1555 – 21 октомври 1615), граф на Мансфелд-Арнщайн от 1585, маршал на Ансбах, женен на 24 юни 1592 г. за графиня Матилда фон Насау-Диленбург (27 декември 1570 – 10 май 1625)
- Йохан Гюнтер (18 юли 1558 – 9 юли 1602), близнак, домхер в Страсбург (1593)
- Ото III (18 юли 1558 – 26 октомври 1599), близнак
- Елизабет (* 20 септември 1559), блзначка, омъжена за Хендрик ван Рееде, господар ван Брандлигт в Бентхайм († 1610)
- Адриана (20 септември 1559 – 25 септември 1625 в Илзенбург), близначка, омъжена на 24 юни 1583 г. за граф Хайнрих XI фон Щолберг-Щолберг-Вернигероде (29 ноември 1551 – 16 април 1615)
- Доротея (23 март 1561 – 23 февруари 1594 в Десау), омъжена на 22 февруари 1588 г. в Хедерслебен за княз Йохан Георг I фон Анхалт-Десау (9 май 1567 – 24 май 1618)
- Анна София (1564 – 18 юли 1621), омъжена 1599 г. за Йохан Албрехт фон Волфщайн (3 ноември 1574 – 27 май 1620 в Крайлсхайм)
- Анна Сузана (* 1565), омъжена за граф Фердинанд Шлик цу Басано-Вайскирхен († 1618)

Той се жени втори път на 30 януари 1570 г. в Кранихфелд за Катарина фон Глайхен-Бланкенхайн (* 21 декември 1548; † 9 февруари 1601), дъщеря на граф Карл III фон Глайхен-Бланкенхайн († 1599) и Валпургис фон Хенеберг-Шлойзинген (1516 – 1570). Бракът е бездетен.